# Hazel, Kentucky
Hazel är en ort i Calloway County, Kentucky, USA. År 2000 hade orten 440 invånare. Den har enligt United States Census Bureau en area på 1,0  km², allt är land.

## Kända personer från Hazel
- Jackie DeShannon, musiker